# Jaroslav Veris
Jaroslav Veris  (původním jménem Jaroslav Zamazal) (10. července 1900, Vsetín – 28. října 1983, Kutná Hora) byl český akademický malíř, ilustrátor, autor divadelních výprav a publikace o francouzském sochaři a malíři Bourdellovi. 

## Život

### Rodina a studia
Jaroslav Zamazal se narodil 10. července 1900 ve Vsetíně na Valašsku (na Moravě) v rodině tamního obvodního lékaře Josefa Zamazala. Otec pocházel z východních Čech, matka se jmenovala Žofie Nováčková Zamazalová, pocházela ze Vsetína a byla rovněž lékařkou. Bratr Jaroslava Zamazala se jmenoval Josef Zamazal a mimo jiné se také věnoval malířství. Oba sourozenci navštěvovali stejnou školu a v Praze později oba bratři studovali i na AVU. V roce 1910 se rodina Zamazalových přestěhovala do Brna a Jaroslav zde navštěvoval klasické gymnázium. (Zde jej ovlivnili dva pedagogové: akademický malíř a profesor Bohumil Hnátek a Dr. Josef Vydra.) V Brně navštěvoval Jaroslav malířské kurzy v ateliéru Vojtěcha Doležila. 
Od roku 1917 oba bratři Jaroslav i Josef Zamazalovi zahájili studium na pražské Akademii výtvarných umění v Praze (AVU). Jaroslav nejprve studoval jeden semestr ve třídě vedené akademickým malířem Janem Preislerem. Další jeden semestr strávil Jaroslav pod vedením profesora Vratislava Nechleby. V roce 1919 zahájil Jaroslav studium na speciálně zaměřené malířské škole u profesora Karla Krattnera a studoval zde až do roku 1923. 

Profesoři na pražské AVU
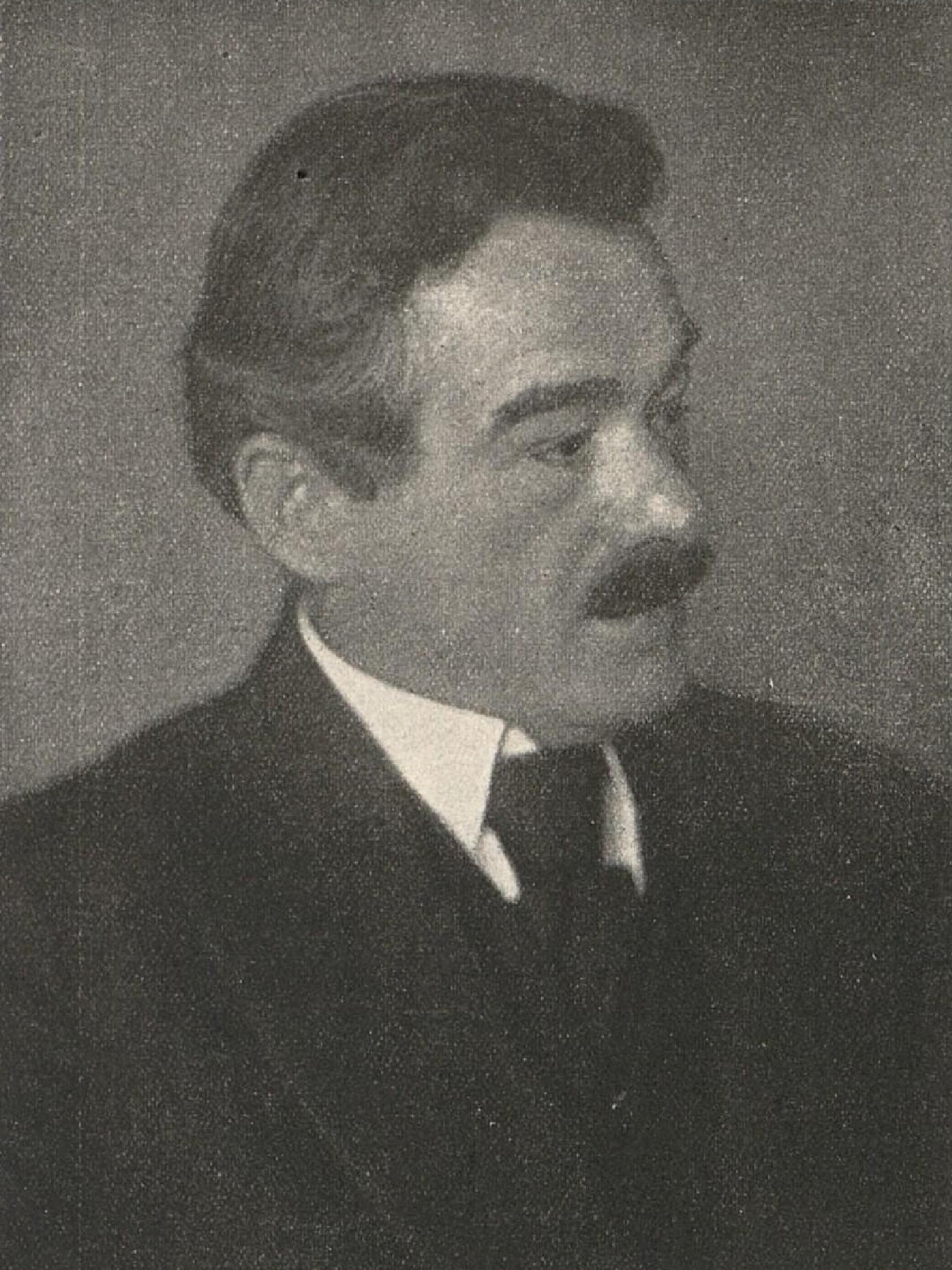
Jan Preisler
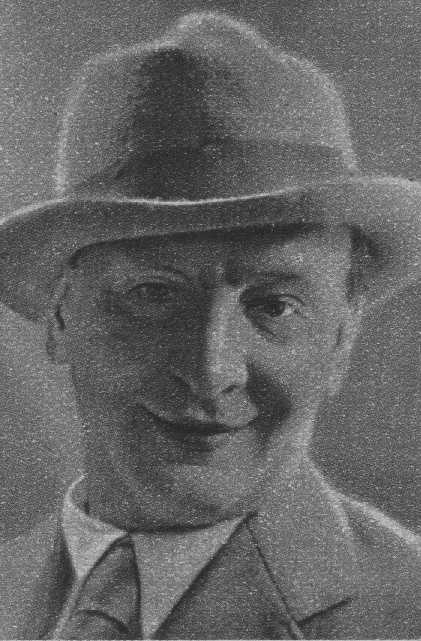
Vratislav Nechleba
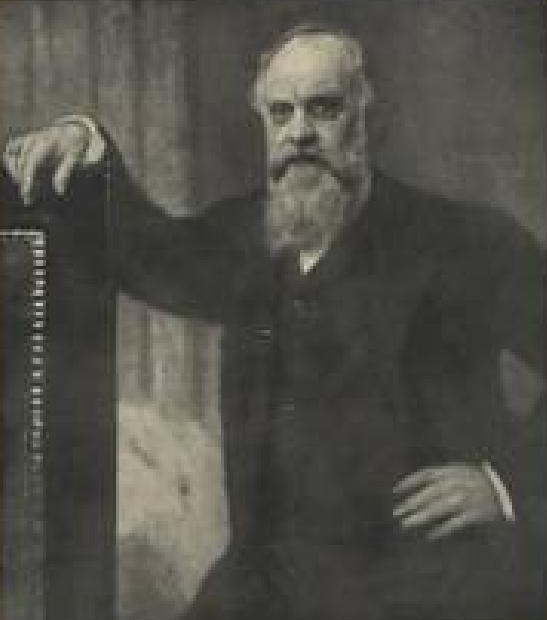
Karl Krattner

### Studijní cesty
Během studia Jaroslav podnikal sám krátké studijní cesty (1920 Německo, 1921 Rakousko, 1923 Německo) při nichž většinou navštěvoval místní muzea s díly starých mistrů. Po skončení studia na AVU ještě několikrát navštívil Vídeň a Mnichov.  První cestu do Paříže podnikl Jaroslav v roce 1922 a po jejím skončení se ještě vrátil zpět do Prahy. Na delší dobu se do Paříže dostal až v roce 1924.  Toho roku (1924) přesídlil do Paříže a zůstal zde trvale prakticky až do roku 1938, kdy se začalo schylovat ke druhé světové válce.

## Ve Francii
Ihned po příjezdu do Paříže začal Jaroslav Veris studovat na Academii Julienne a navštěvoval přednášky Františka Kupky. V Louvre se zajímal o díla starých mistrů (benátské koloristy 16. století, např. Paola Veroneseho a Tintoretta) a o Monu Lisu od Leonarda da Vinci. V roce 1928 uspořádal Jaroslav Veris v Paříži v Galerii Bernheim-Jeune vlastní výstavu. V roce 1929 se Jaroslav Veris stal členem Pozimního salonu (Salon d'automne) a také Salonu nezávislých umělců (Salon des Indépendants). 

Benáčtí koloristé 16. století, Leonadro da Vinci
Paolo Veronese
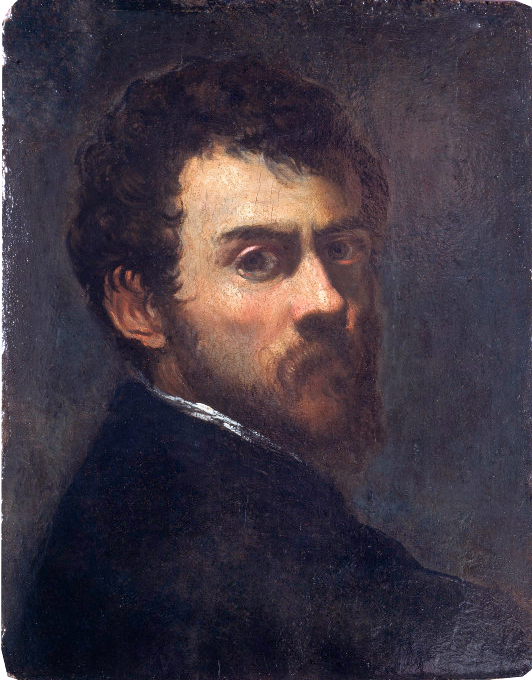
Tintoretto
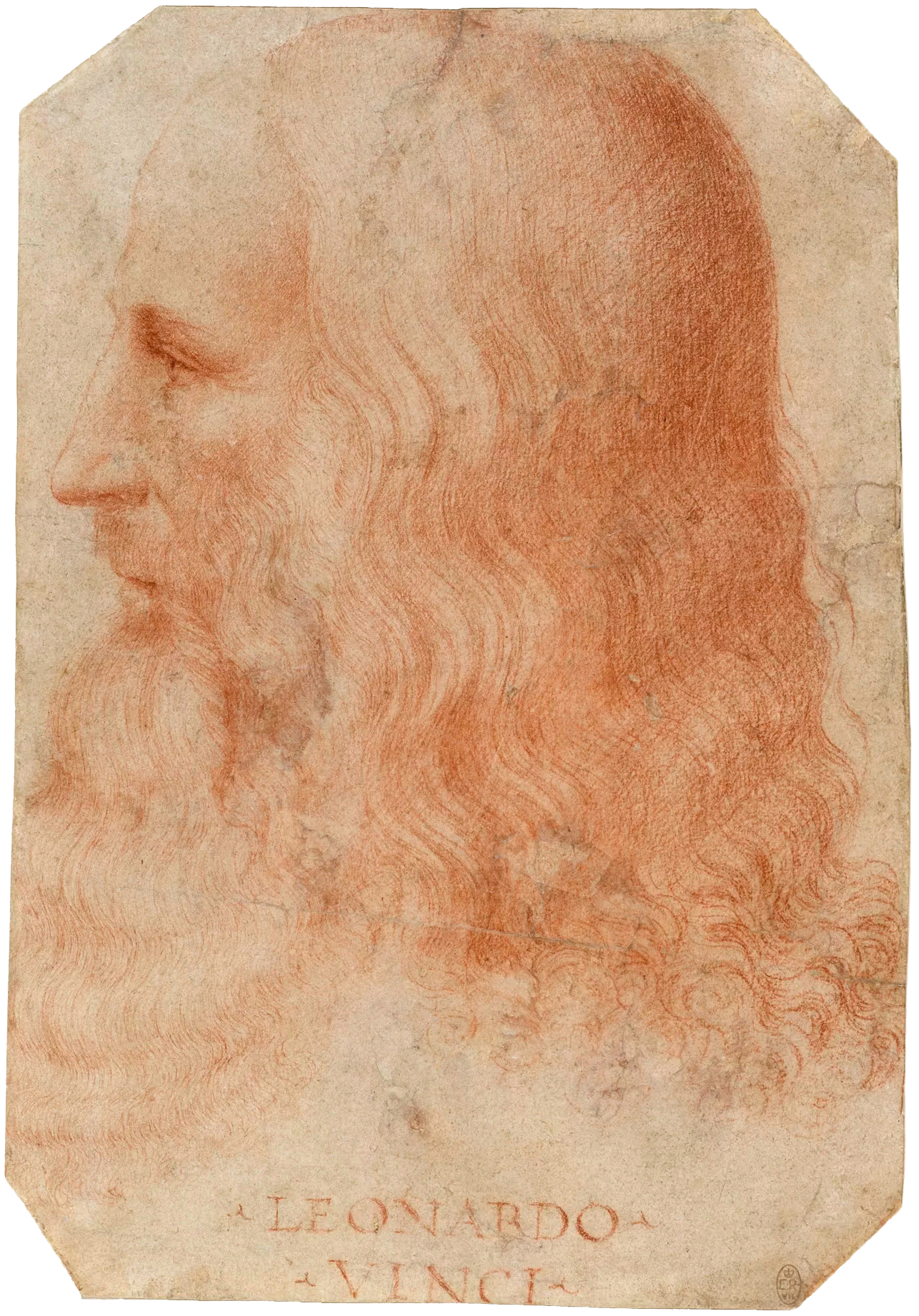
Leonardo da Vinci

### Kontakty s umělci
Ve Francii se Jaroslav Veris stýkal nejen s dalšími Čechy (tam usazenými) – Františkem Kupkou, Jindřichem Štyrským, Toyen (Marií Čermínovou) nebo Otakarem Kubínem ale i s Pablem Picassem, Marcem Chagallem nebo Paulem Kleem. Také se tu seznámil s dalšími umělci: Františkem Foltýnem a Georgem Karsem. Kromě výše jmenovaných se Veris přátelil také s Františkem Muzikou a Zdeňkem Burianem.

Přátelé, umělci, ...
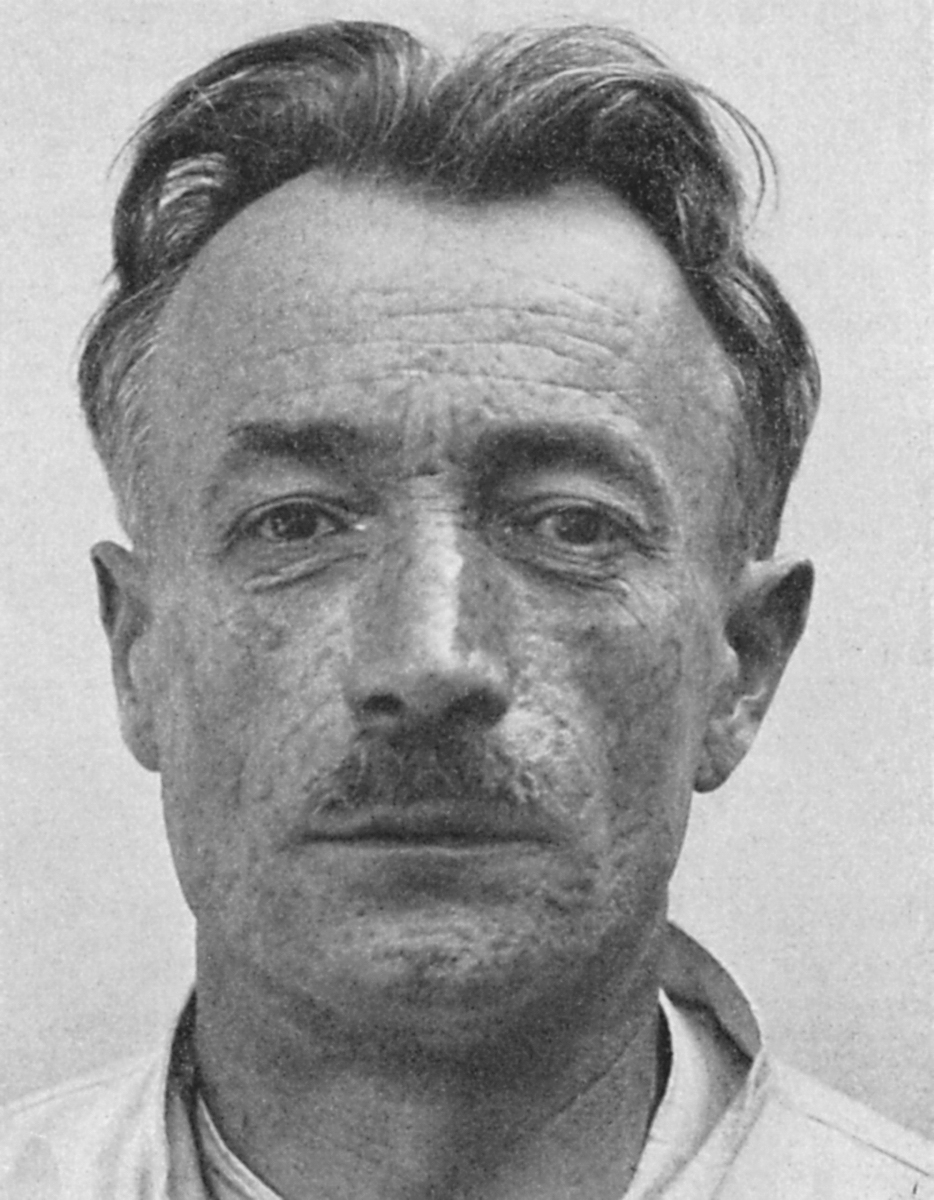
František Kupka
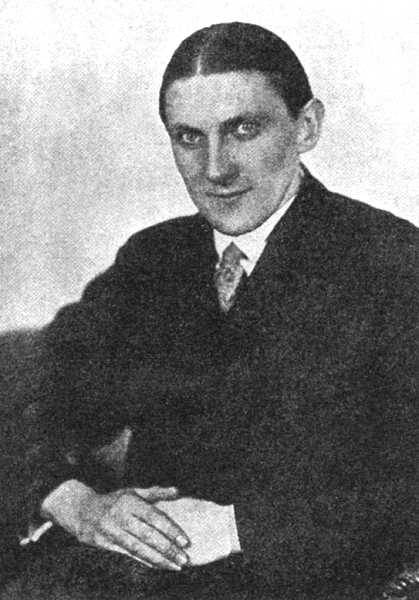
Jindřich Štyrský
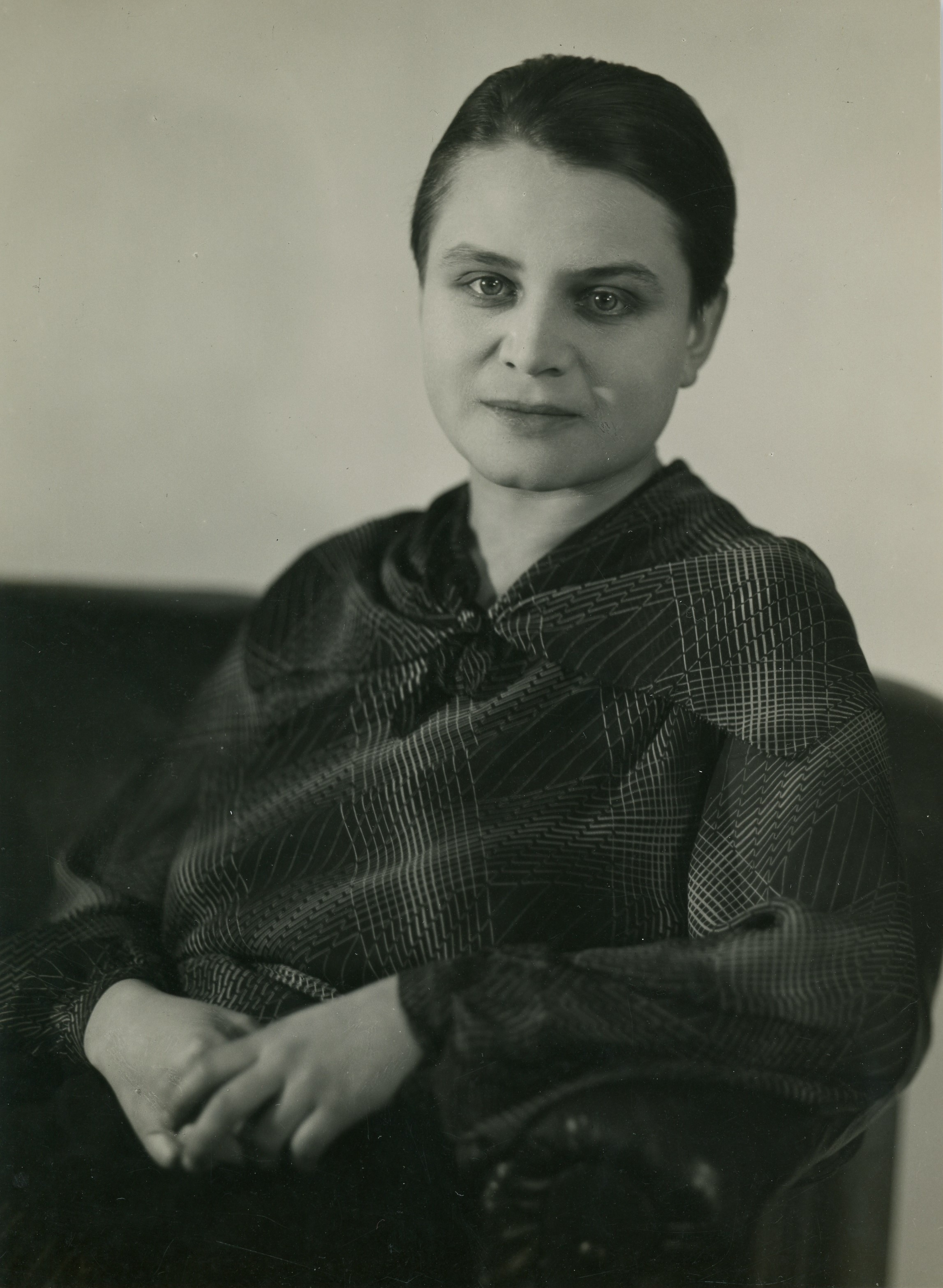
Toyen
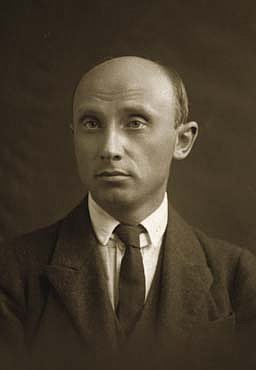
Otakar Kubín
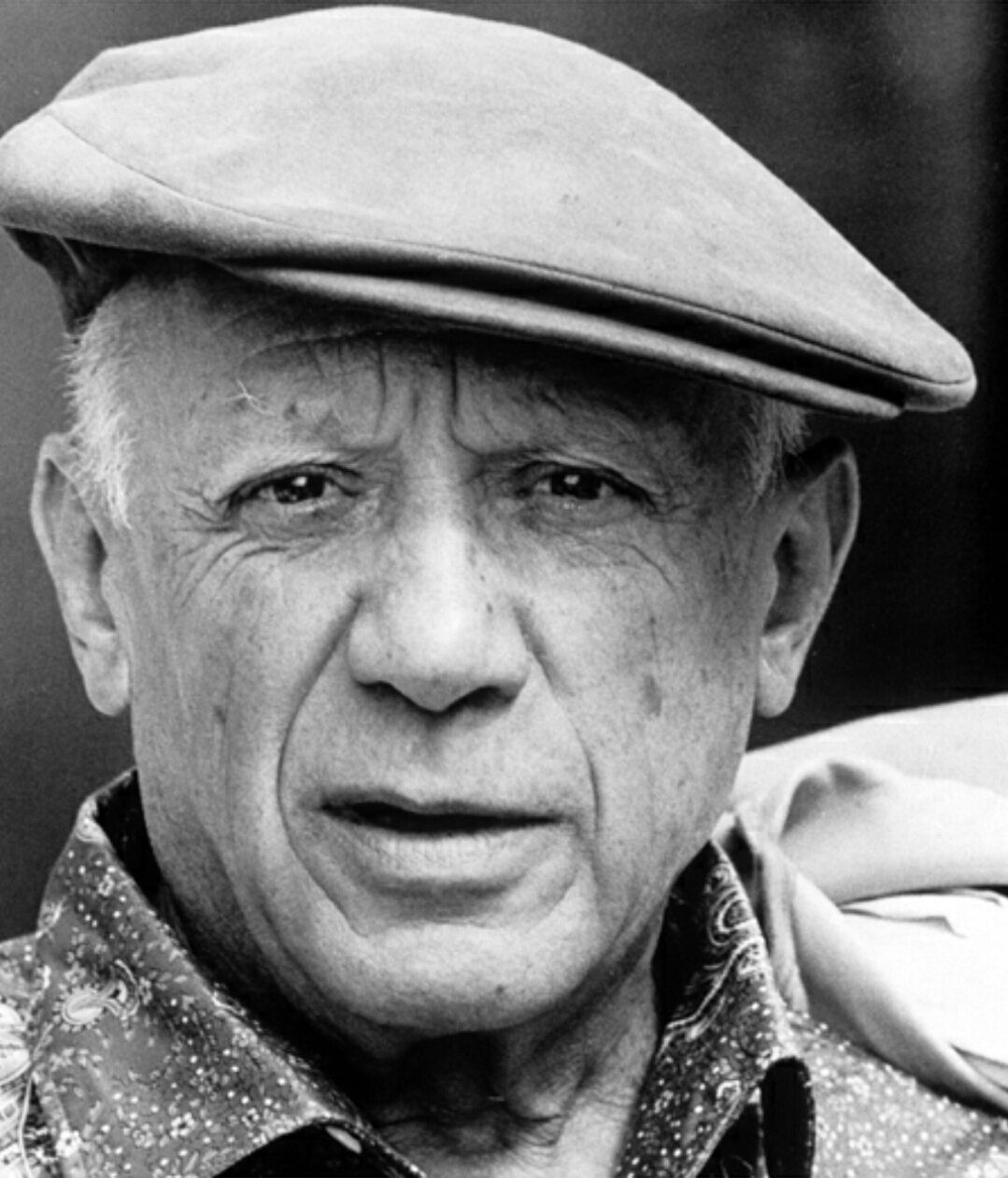
Pablo Picasso
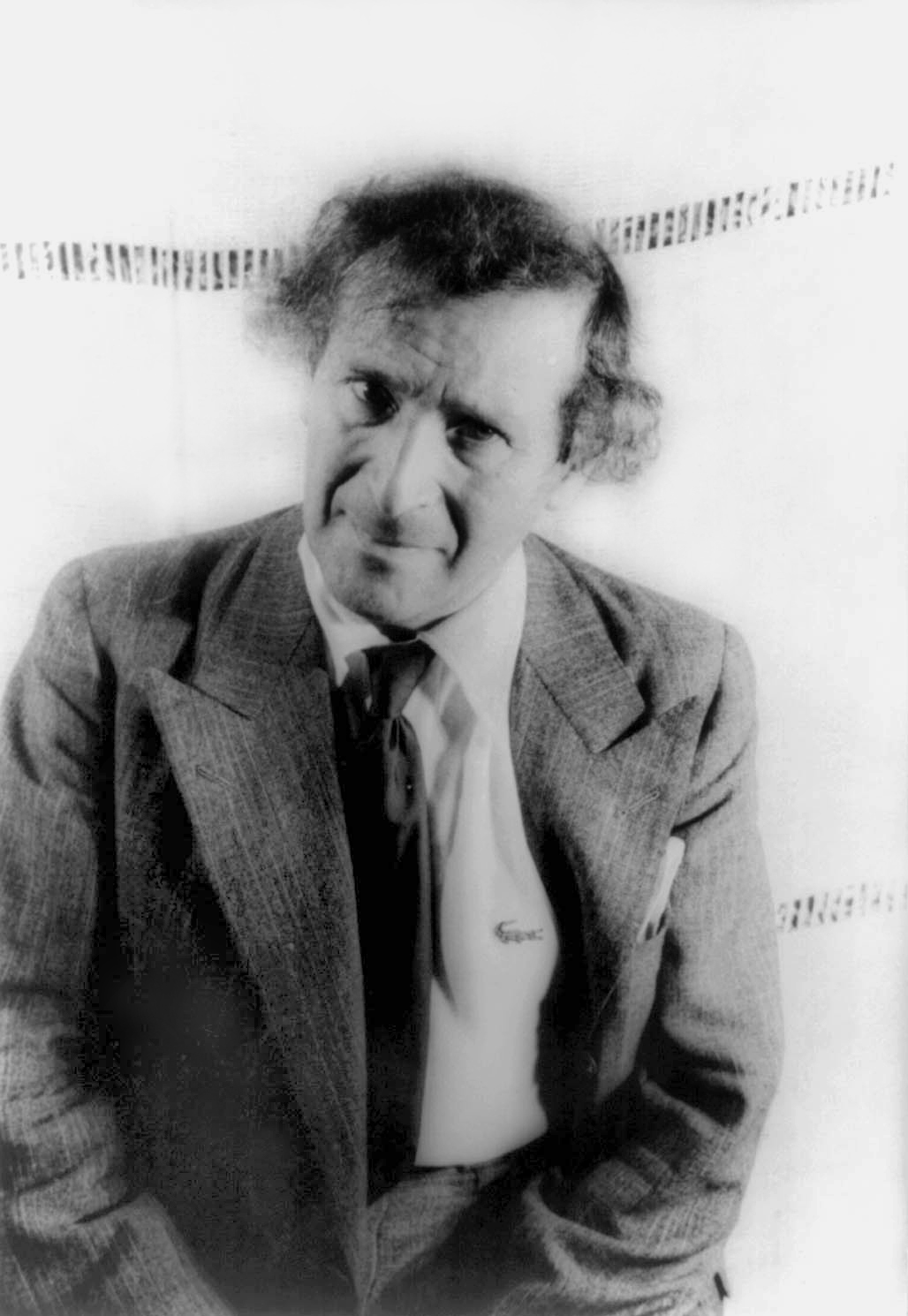
Marc Chagall
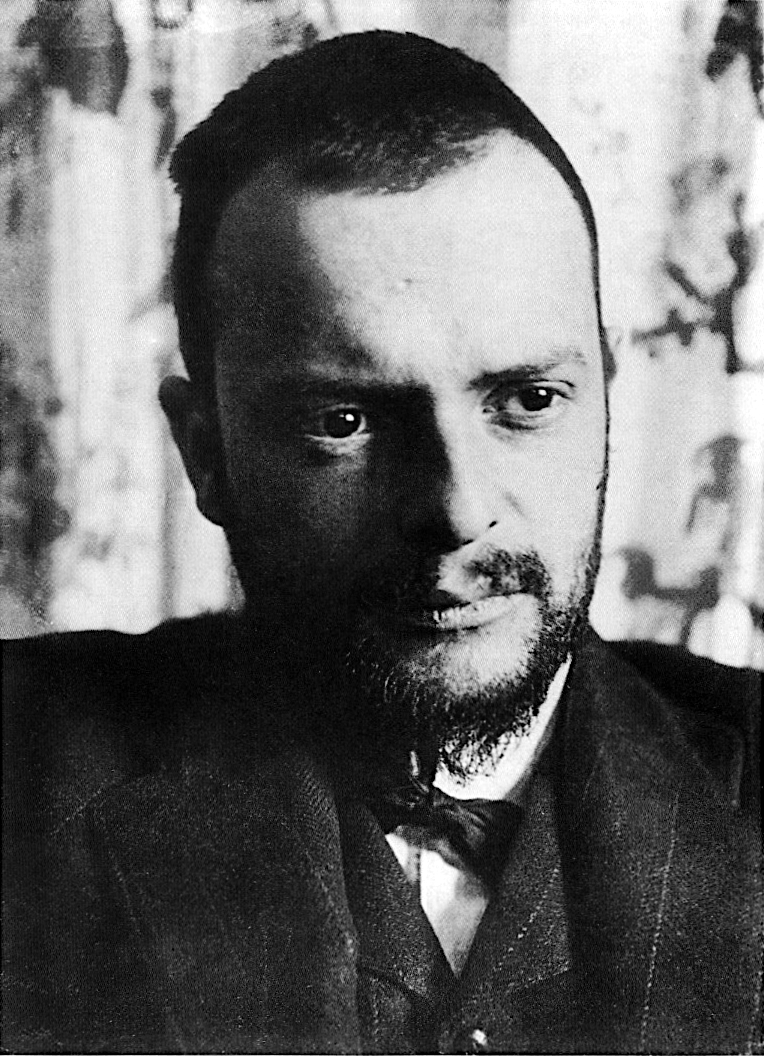
Paul Klee
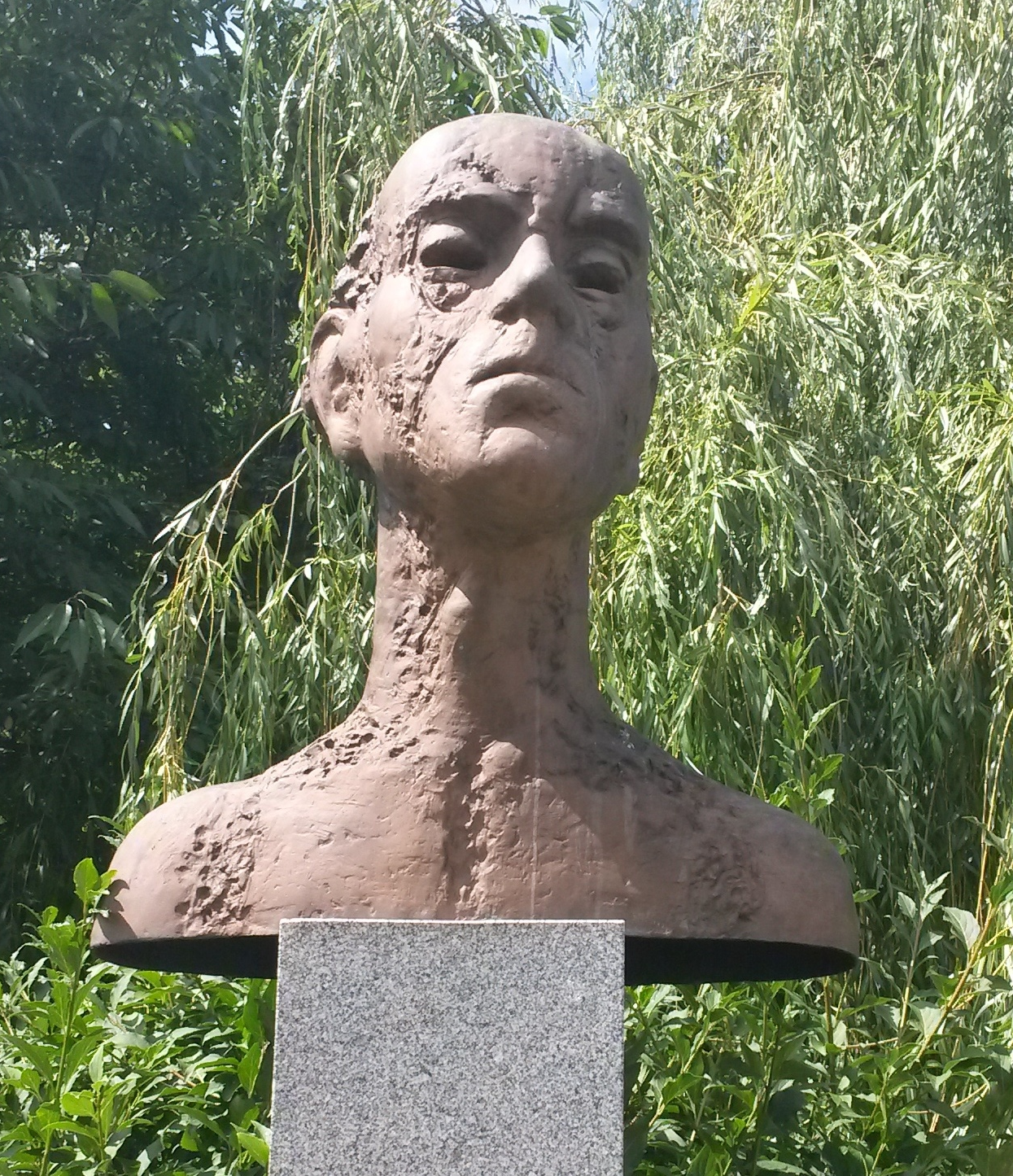
František Foltýn
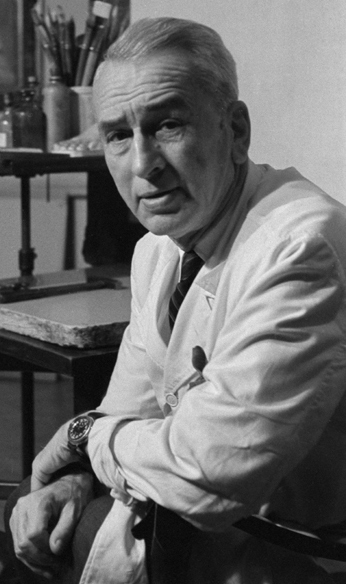
František Muzika
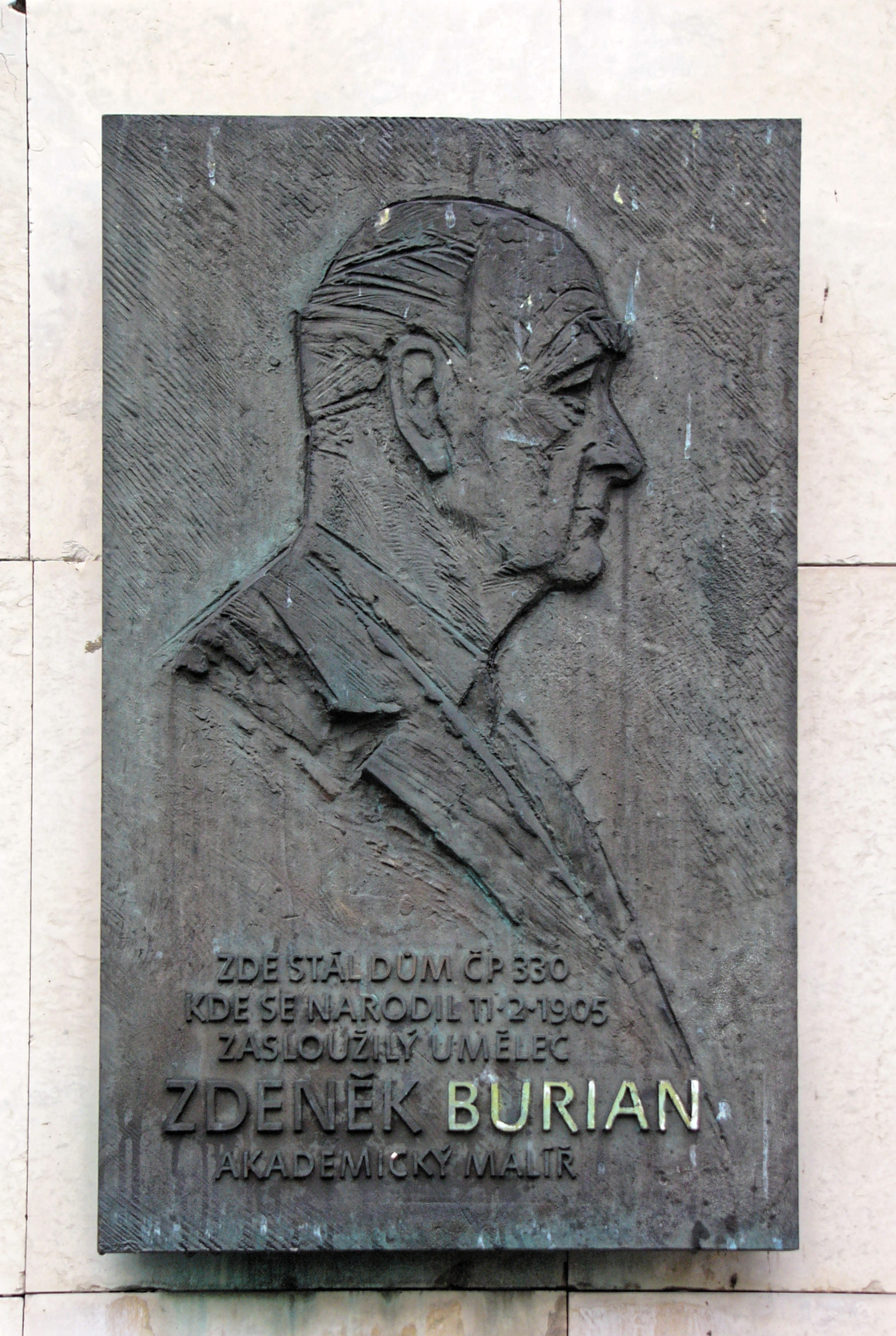
Zdeněk Burian

### Cesty za inspirací
Během svého pařížského pobytu Jarslav Veris hledal náměty a inspiraci při svých cestách jak po Francii (Provence, Cote d'Azure, Saint Tropez a Korsika) tak i po Itálii (navštívil Řím, Florencii, Benátky, Boloň, Ravenu, Janov a Orvieto). Procestoval a poznával některá španělská území a další místa v jižní Evropě jakož i v Holandsku a Německu. V roce 1933 podnikl Veris cestu do Maroka a v roce 1936 cestoval (spolu se svojí manželkou) do Alžíru, Tuniska, Egypta a Palestiny.

### Práce dopisovatele

České slovo

Jaroslav Veris ve 20. a 30. letech 20. století žil a tvořil střídavě v Praze a v Paříži. Od roku 1925 vykonával Jaroslav Veris funkci pařížského dopisovatele a ilustrátora deníku České slovo a německy psaného levicového deníku Prager Presse. 

### Kontakty s politiky a průmyslníky
Jaroslav Veris se osobně znal s prezidentem T. G. Masarykem (portrétoval nejen T. G. Masaryka, ale i jeho ženu Charlottu). Veris se stýkal rovněž s Edvardem Benešem (ten od Verise koupil obraz Port Royal v Paříži.) Akty žen od Jaroslava Verise zakoupili i Dr. Emil Hácha a průmyslník Tomáš Baťa. Jaroslav Veris se také přátelil s politikem a diplomatem Štefanem Osuským i s průmyslníkem, mecenášem a sběratelem umění Jindřichem Waldesem.

Politici, průmyslníci, ...
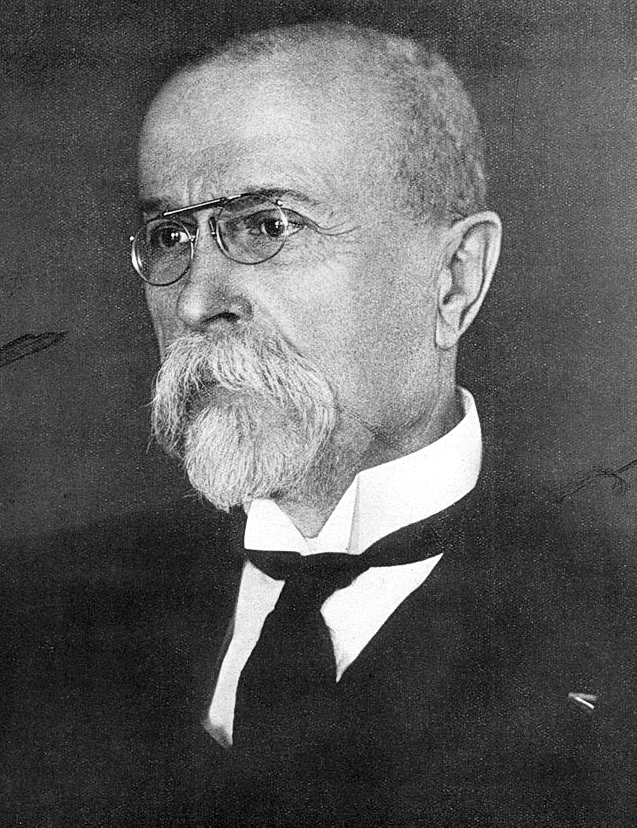
Tomáš Garrigue Masaryk
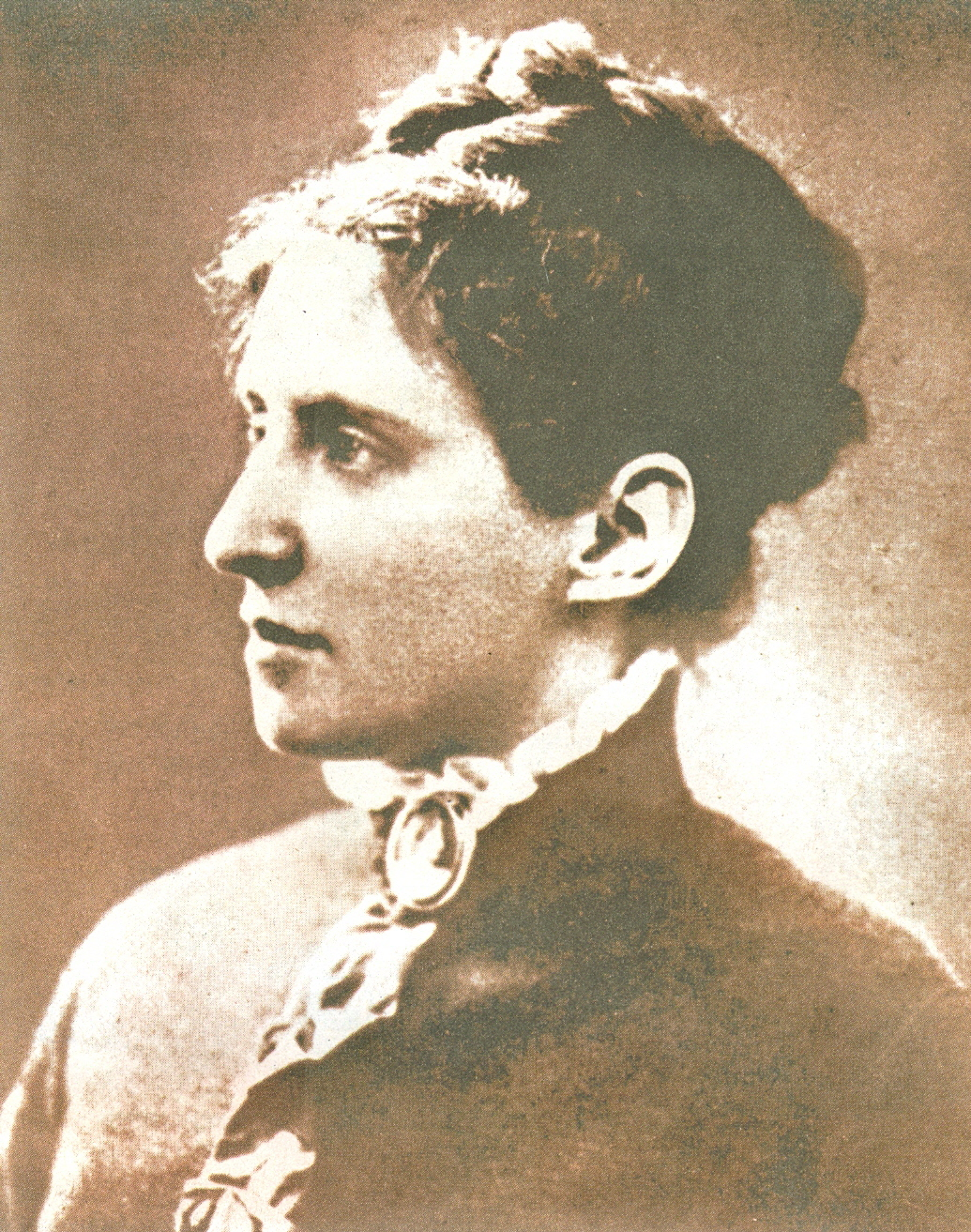
Charlotta Garrigue-Masaryková
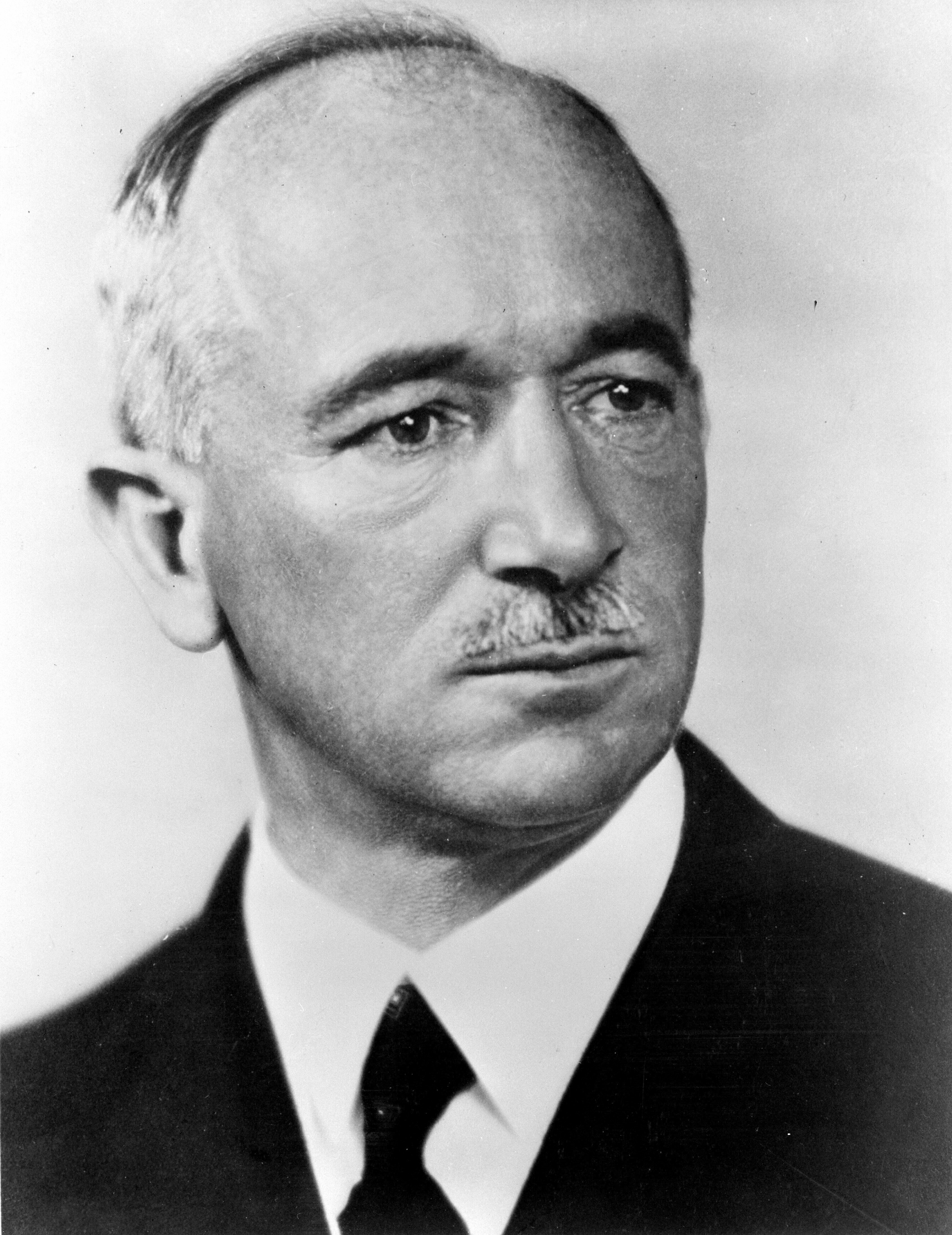
Edvard Beneš
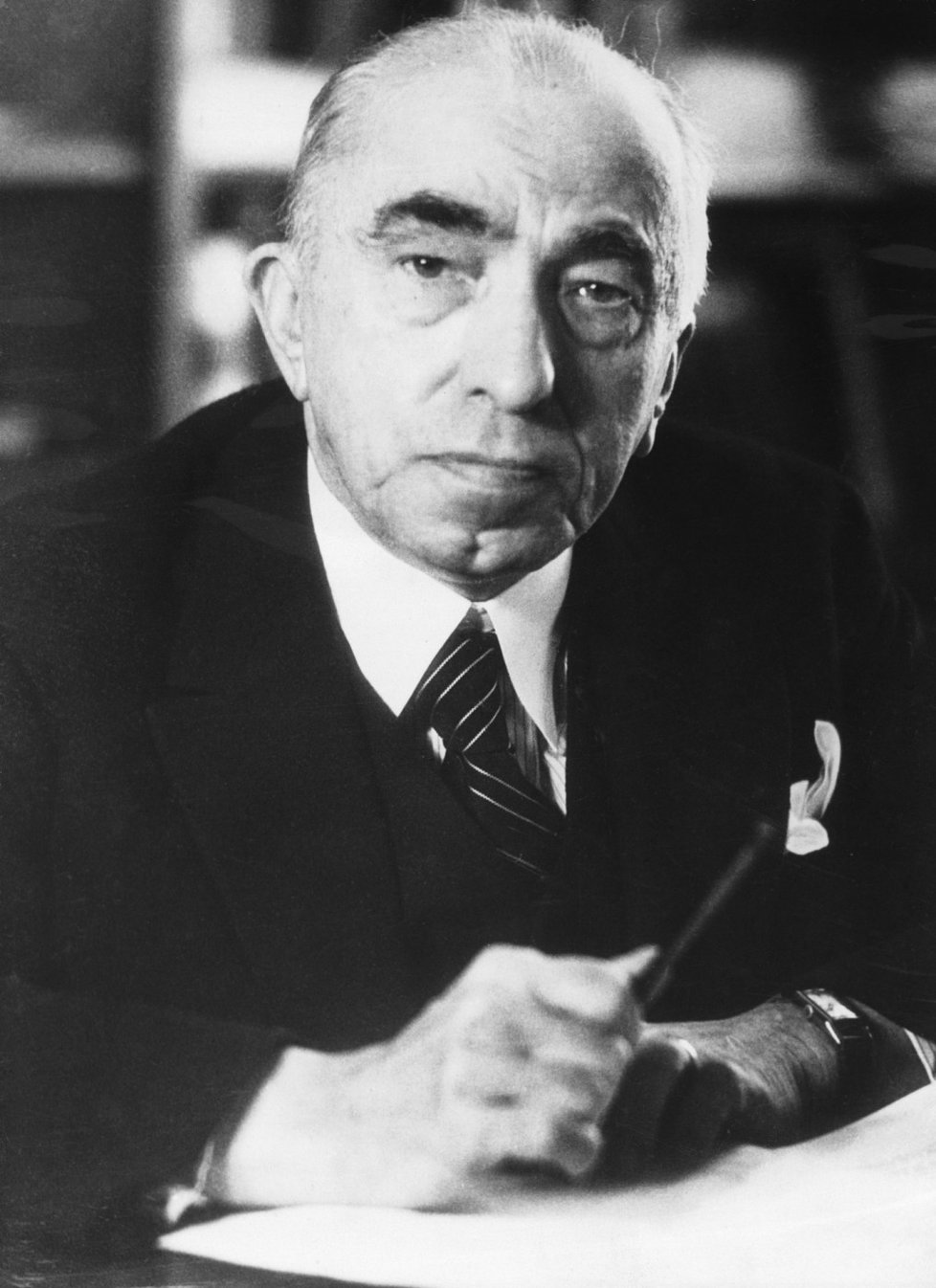
Emil Hácha
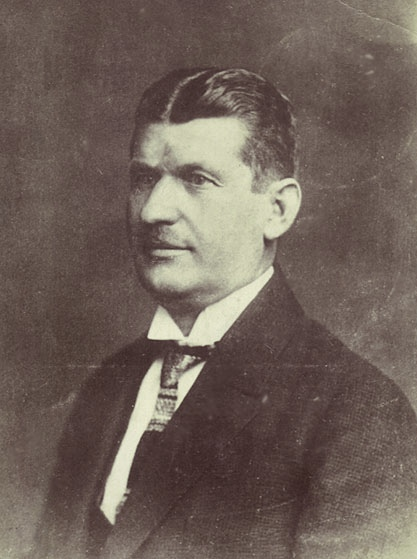
Tomáš Baťa
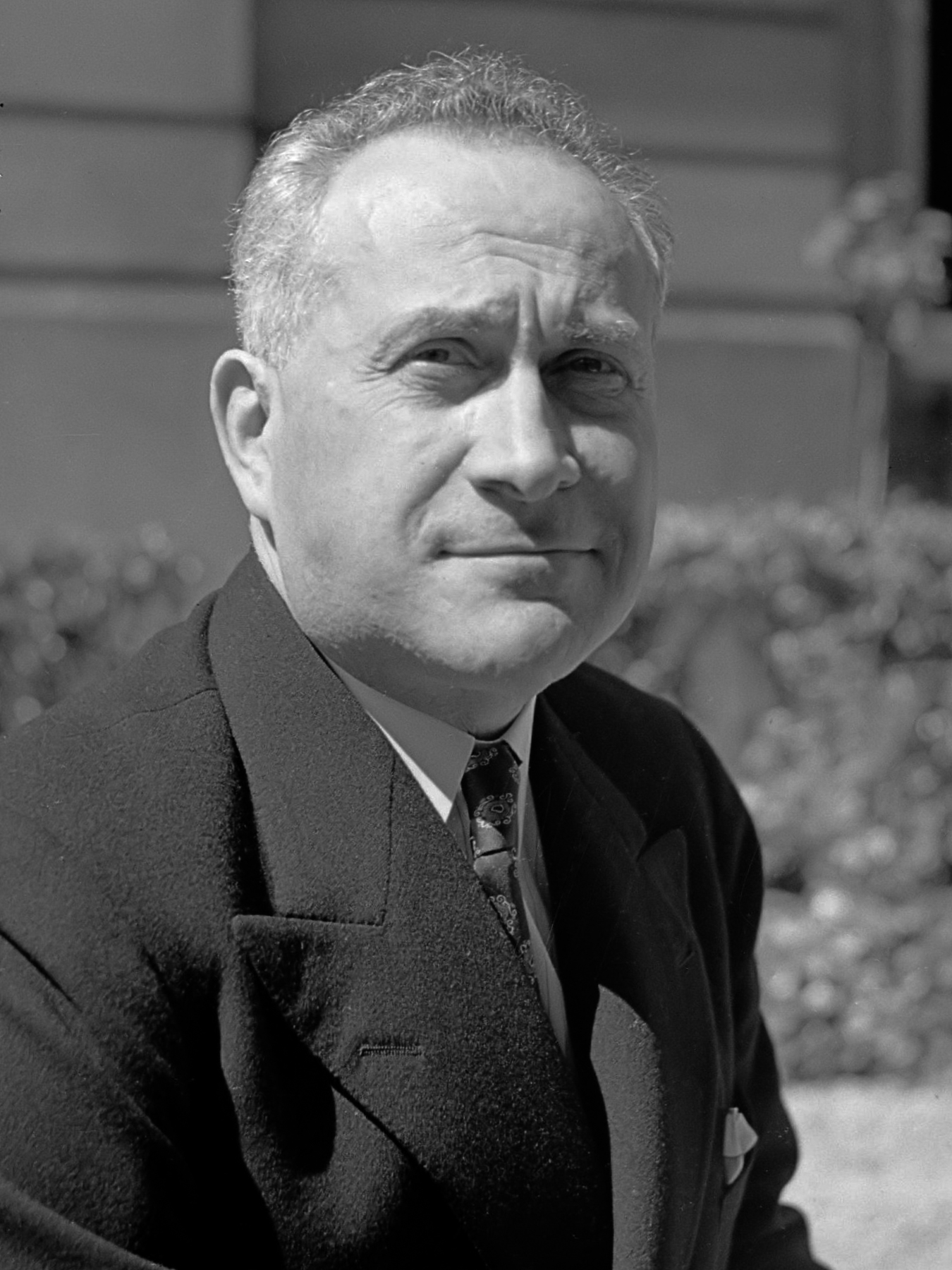
Štefan Osuský
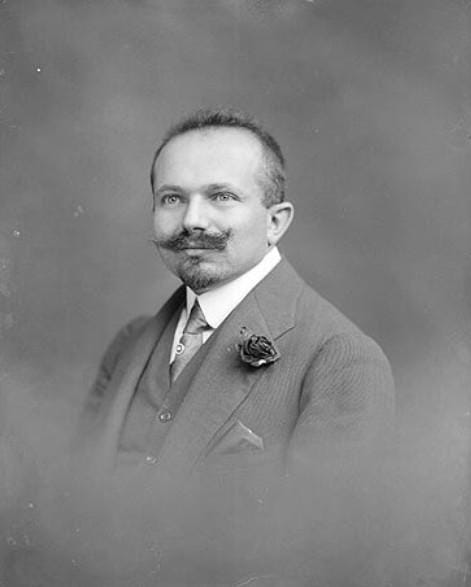
Jindřich Waldes

### Druhá světová válka

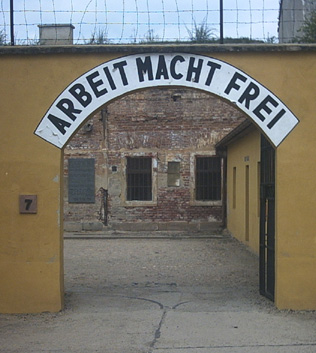
Terezín

Po roce 1938 Veris do Paříže již nemohl dále cestovat. Verisova manželka Anne Verisová Zamazalová (rozená Meislová) byla židovského původu. Před svým zatčením maloval Jaroslav Veris obrazy s tématy proti fašismu a válce. Během druhé světové války spolu se svojí ženou prošel Jaroslav Veris dvěma koncentračními tábory (vězněn byl v Terezíně a v koncentračním táboře Klettendorf u Vratislavi). Během věznění v KT Klettendorf u Vratislavi v letech 1944 až 1945 zemřela Verisova první manželka. V tomto koncentračním táboře se Jaroslav Veris seznámil s hercem Vladimírem Šmeralem, kterého zde portrétoval. Za svoji protiněmeckou činnost byl Jaroslav Veris po skončení druhé světové války vyznamenán dekretem prezidenta ČSSR za odboj proti fašismu.

### V socialistickém Československu

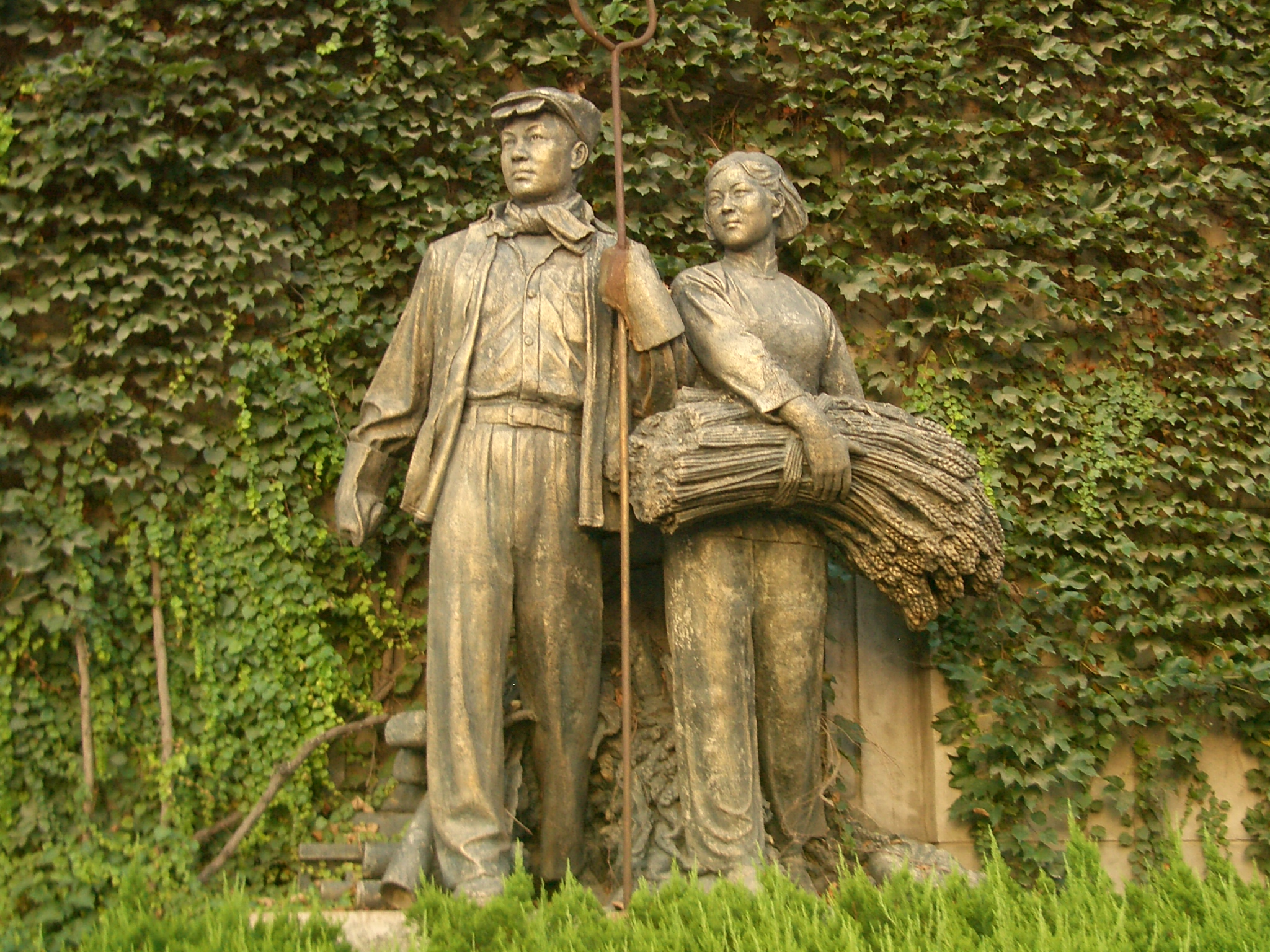
Socialistický realismus

Po skončení druhé světové války a změně politického režimu v Československu v únoru 1948 se Veris do Francie již nemohl vrátit a zůstal natrvalo usazen v Čechách. Verisův příklon k modernímu malířství i „západní“ esprit a šarm vyzařující z jeho děl se však neslučoval s estetikou tzv. socialistického realismu. (A malíř sám se nedokázal ztotožnit s nastupujícím komunistickým režimem a jeho novým pojetím výtvarného umění.) V totalitním Československu postupně akademický malíř Jaroslav Veris upadl v zapomnění. Našel svoje uplatnění ve scénografii a kostýmních návrzích pro divadelní inscenace.  V 60. letech 20. století pobýval Veris na Sázavě, kde zachycoval českou krajinu s náměty z průmyslového prostředí (maloval např. tamní sklárny). V roce 1966 zemřela Verisova druhá manželka. Po její smrti se Veris oženil potřetí a z tohoto manželství se mu narodil syn Jaroslav – „Kiku“.  V 70. letech 20. století se začaly u Jaroslava Verise objevovat zdravotní komplikace a začal se mu zhoršoval zrak. V roce 1976 ještě podnikl svoji poslední studijní cestu do Paříže a Itálie. Jaroslav Veris zemřel 28. října 1983 v nemocnici v Kutné Hoře. Jeho syn Jaroslav zemřel v roce 1987 při dopravní nehodě.

## Dílo
Obrazy vytvářel Jaroslav Veris po způsobu starých italských a holandských mistrů (a to včetně napodobování dobové obrazové patiny) V pozdějším tvůrčím období přešel Jaroslav Veris k impresionistickému portrétu francouzského typu a k novoklasické hladké malbě. Ve Vídni a v Paříži  se Veris věnoval dalšímu studiu malířských technik. Dobová kritika vyzdvihovala ve Verisovo dílech, jenž byly inspirovány klasickou krásou, zejména jednotu, harmonii a čistotu.
Veris po celý život balancoval mezi natolik odlišnými tendencemi, jako byla akademická, mondénní, salónní malba a imaginativní, surrealistická nebo abstraktní tvorba. Někde na pomezí těchto dvou extrémních poloh se pak vyskytovaly figurální kompozice vykazující vlivy meziválečného neoklasicismu, poetismu a primitivismu."
Marie Rakušanová, charakter Verisovy tvorby, Bytosti odnikud: metamorfózy akademických principů v malbě první poloviny 20. století v Čechách.
Během šedesáti let své tvorby vyzkoušel Jaroslav Veris takřka všechny výtvarné styly 20. století. Od klasické malby starých mistrů, přes novoklasickou malbu, kubismus, surrealismus, abstrakci. Výtečně zvládal portrét, figurální malbu, zátiší i krajinomalbu. Jemností a precizností vynikají i jeho kresby. 
Tomáš Hejtmánek, charakter Verisovy tvorby, Retrospektivní výstava „Veris/Paris“ v galerii Arthouse Hejtmánek na podzim 2019

### Výstavy
V meziválečném období patřil Veris k uznávaným malířům jak v Československu, tak i ve Francii. První samostatnou výstavu měl Veris v Praze již roku 1925 a v roce následujícím (1926) další v Rudolfinu a v roce 1927 v Topičově salonu. V roce 1928 pak následovaly výstavy v Brně a Ostravě a také v galerii Bernheim-Jeune v Paříži. Ve 30. letech 20. století následovala další série jeho výstav.
Jaroslav Veris vystavoval ve Francii, v Čechách (například v Praze, Košicích, Brně, Moravské Ostravě, Hradci Králové a Olomouci.) a na Slovensku.

#### Autorské výstavy
- 1927/duben, květen – Jaroslav Veris: Obrazy z Paříže, Topičův salon (1918–1936), Praha[7]
- 1928/duben – Jaroslav Veris, Dům umění města Brna, Brno-město[7]
- 1931/duben – Jaroslav Veris, Dům umění města Brna, Brno-město[7]
- 1934/září, říjen – Jaroslav Veris, Dům umění města Brna, Brno-město[7]
- 1953 – Jaroslav Veris, Síň Sdružení výtvarníků Purkyně, Praha[7]
- 1959 – Jaroslav Veris, Síň Sdružení výtvarníků Purkyně, Praha[7]
- 1974/srpen, září – Jaroslav Veris: Obrazy, kresby a plastiky, Galerie bratří Čapků, Praha[7]
- 2005/prosinec - 2006/únor – Jaroslav Veris, Grafický kabinet, Zlín[7]
- 2005/prosinec - 2006/únor – Jaroslav Veris: Petit Testament, Grafický kabinet, Zlín[7]
- 2019/září, říjen – „Veris/Paris“, Arthouse Hejtmánek, Praha[7]

#### Kolektivní výstavy
- 1928/květen až říjen – Výstava soudobé kultury v Brně, Obchodně - průmyslový palác, Brno-město[7]
- 1946/květen – Člověk a práce, Pavilon Myslbek, Praha[7]
- 1949/prosinec - 1950/leden – Výtvarní umělci k II. všeodborovému sjezdu, Dům výtvarného umění, Praha[7]
- 1952/listopad, prosinec – Členská výstava 1952, Obecní dům, Praha[7]
- 1967/červenec, srpen – 1. pražský salon, Bruselský pavilon, Praha[7]
- 1969/září, říjen – 2. pražský salón obrazů, soch a grafik, Dům U Hybernů, Praha[7]
- 1970/září, říjen, listopad – Výtvarníci Prahy 3 a 10, Galerie bratří Čapků, Praha[7]
- 1971/květen, červen – Obrazy, grafika a plastiky 18 výtvarníků, Galerie bratří Čapků, Praha[7]
- 1974/leden, únor – Výstava obrazů, plastik, grafiky, Galerie bratří Čapků, Praha[7]
- 1977/červen, červenec – Cestami života a umění: Výstava třinácti výtvarníků, Galerie bratří Čapků, Praha[7]
- 1982/duben, květen – Cestami života a umění: Výstava obrazů, soch, kreseb a grafiky jedenácti výtvarníků, Galerie Československý spisovatel, Praha[7]
- 1983/září, říjen, listopad – Česká kresba 20. století ze sbírek Oblastní galerie výtvarného umění v Olomouci, Kabinet grafiky, Olomouc[7]
- 1984/březen, duben – Česká kresba 20. století ze sbírek Oblastní galerie výtvarného umění v Olomouci, 2. část, Kabinet grafiky, Olomouc[7]
- 1990/prosinec - 1991/únor – Aventinská mansarda: Otakar Štorch Marien a výtvarné umění, Dům U Kamenného zvonu, Praha[7]
- 2008/leden, únor, březen – Vzplanutí / Expresionistické tendence ve Střední Evropě 1903 - 1936, Muzeum umění Olomouc - Muzeum moderního umění, Olomouc[7]
- 2008/říjen - 2009/únor – Bytosti odnikud: Metamorfózy akademických principů v malbě 1. poloviny 20. století, Městská knihovna Praha, Praha[7]
- 2009/březen - 2009/červen – Bytosti odnikud: Metamorfózy akademických principů v malbě 1. poloviny 20. století, Uměleckoprůmyslové muzeum, Brno-město[7]
- 2013/duben, květen – Metamorphoses. Proměny ženy ve výtvarném umění, Galerie Diamant, Praha[7]
- 2015/září, říjen, listopad – Má vlast: Pocta české krajinomalbě, Jízdárna Pražského hradu, Praha[7]
- 2016/duben - 2016/říjen – Portrét a figura ze sbírky Kooperativy, Galerie Kooperativy, Praha 8[7]
- 2016/duben - 2016/září – Uhlem, štětcem, skalpelem…, Muzeum umění Olomouc - Muzeum moderního umění, Olomouc[7]
- 2017/duben - 2017/říjen – Zátiší ze sbírky Kooperativy, Galerie Kooperativy, Praha 8[7]
- 2019/červen - 2019/září – Obrazy Kooperativy, Muzeum a Pojizerská galerie Semily, Semily[7]